# Domingo de Soto

Libri decem de iustitia & iure

Domingo de Soto (Segovia, 1494 - Salamanca, 15 november 1560) was een Dominicaanse priester en scholastisch theoloog.
Hij is vooral bekend als een van de belangrijkste figuren binnen de filosofische stroming die bekendstaat als de School van Salamanca. In de 20e eeuw kreeg Domingo waardering van zijn werk over de dynamica en als een voorloper van de mechanica die later door Galilei en Newton uitgewerkt zou worden.
Domingo bekleedde een aantal belangrijke posities. Hij was biechtvader van Karel V en vertegenwoordiger van de orde van de Dominicanen tijdens het Concilie van Trente.

## Werken
- Summulae, 1529.

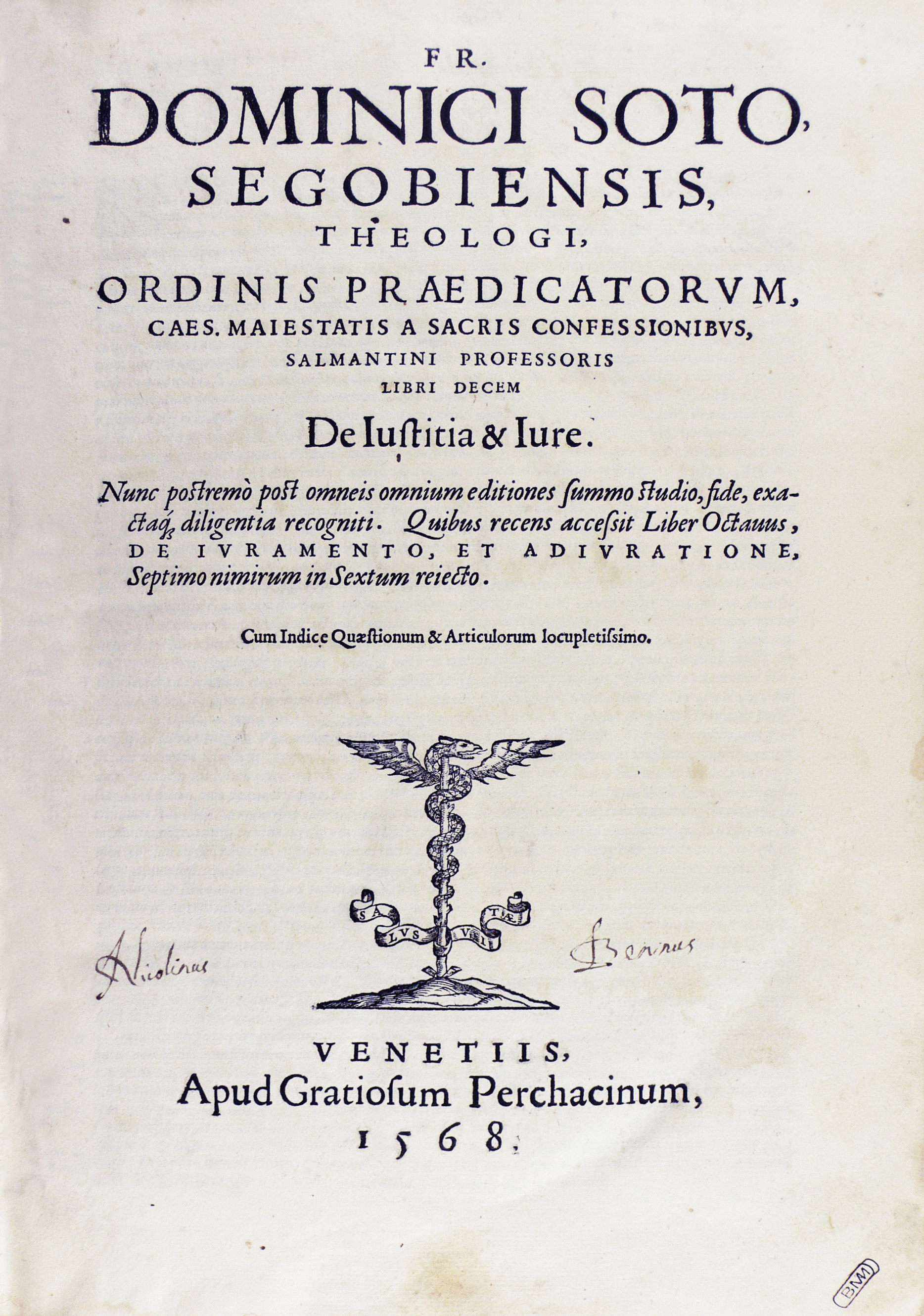
De iustitia et iure, 1568.

- De ratione tegendi et detegendi secretum, 1541
- In dialecticam Aristotelis commentarii[3], 1544
- In VIII libros physicorum, 1545
- Deliberacion en la causa de los pobres, 1545
- De natura et gratia libri III, 1547
- Comment. in Ep. ad Romanos, 1550
- De justitia et jure, 1553.
- In IV sent. libros comment. 1555-6.
- De justitia et jure libri X[4], 1556

- Biblioteca Nacional de España: XX891728
- Bibliothèque nationale de France: cb121553716 (data)
- Catàleg d'autoritats de noms i títols de Catalunya: 981058515167306706
- Gemeinsame Normdatei: 118798111
- International Standard Name Identifier: 0000 0001 1075 8796
- Library of Congress Control Number: n85221408
- Nationale Bibliotheek van Tsjechië: ola2007404649
- Nationale Bibliotheek van Israël: 987007275208205171
- Nationale Bibliotheek van Polen: a0000002964461
- Istituto Centrale per il Catalogo Unico: BRIV003112
- LIBRIS: 384964
- SNAC: w6k38wj3
- Système universitaire de documentation: 030061288
- Trove: 883928
- Virtual International Authority File: 88774753
- WorldCat: E39PBJvd3XBYPFwKHDhVp3kxDq